# Illiesonemoura gosainkundensis
Illiesonemoura gosainkundensis is een steenvlieg uit de familie beeksteenvliegen (Nemouridae). De wetenschappelijke naam van de soort is voor het eerst geldig gepubliceerd in 1975 door Harper.